# Amazon CloudTrail
Amazon CloudTrail ist ein webbasierter Service von Amazon Web Services (AWS), der die Aufzeichnung, Überwachung und Verfolgung von Aktivitäten in der AWS-Infrastruktur ermöglicht. Mit CloudTrail können Benutzer die Ressourcenänderungen in ihrem AWS-Konto verfolgen und auditieren. Der Service zeichnet relevante Aktivitäten auf und speichert die Protokolldaten in regelmäßigen Abständen in einem S3-Bucket (Simple Storage Service).

## Funktionen und Merkmale

### Aktivitäten-Log
CloudTrail zeichnet API-Aufrufe von Benutzern, AWS Management Console, AWS Command-Line Interface (CLI) und anderen AWS-Services auf. Beispiele für CloudTrail-Anwendungen wären unter anderem:
- Erstellen, Ändern oder Löschen von EC2-Instanzen
- Zugriff auf S3-Objekte (Nachverfolgung des Zugriffs auf sensible Daten)
- Änderungen an IAM-Benutzern, Gruppen, Rollen und Richtlinien

### Datenspeicherung
Alle Protokolldateien werden in einem zentralen S3-Bucket gespeichert.  Dabei handelt es sich um einen speziellen S3-Bucket, der entweder manuell oder automatisch beim Aktivieren von CloudTrail erstellt wird. Die Protokolldateien werden dabei im JSON-Format gespeichert.

### Protokollverschlüsselung
Um die Protokolldaten vor unbefugtem Zugriff während der Übertragung zu schützen, unterstützt CloudTrail die Verschlüsselung der Daten während der Übertragung und Speicherung mithilfe von serverseitiger Verschlüsselung mit von S3 verwalteten Verschlüsselungskeys (SSE-S3) oder auch durch den AWS Key Management Service (SSE-KMS).

### Benachrichtigungen und Alarme
Benutzer können CloudTrail-Protokolle mit Amazon CloudWatch integrieren, um benachrichtigt zu werden, wenn bestimmte Ereignisse auftreten oder bestimmte Schwellenwerte überschritten werden.

## Einschränkungen

### Kurzlebigkeit
Standard CloudTrail-Protokolle (auch „Ereignishistorie“ genannt) stehen nur für bis zu 90 Tage zur Verfügung – für längere Speicherung muss ein kostenpflichtiger CloudTrail-Trail angelegt werden.

### Verzögerung
CloudTrail liefert Protokolle im Durchschnitt alle 5 Minuten an den S3 Bucket-Speicher, wodurch bei der Auswertung der Protokolle von einer gewissen Verzögerung ausgehen ist, welche die Echtzeitüberwachung von Aktivitäten erschwert.

## Preise

### Basisfunktionalität
Die Basisfunktion von CloudTrail ist für Ereignisse der vergangenen 90 Tage standardmäßig aktiv und ohne zusätzliche Kosten versehen, jedoch ist die Speicherung und der Zugriff auf CloudTrail-Protokolle in S3 Bucket-Speicher separat zu betrachten und sehr wohl kostentragend. Bei der Nutzung zusätzlicher Services und Funktionen können jedoch auch für CloudTrail selbst Kosten anfallen:

### Cloudtrail Lake
CloudTrail Lake ist ein Konzept, das darauf abzielt, die gesammelten CloudTrail-Protokolldateien in einem Data Lake zu speichern und zu verarbeiten. Ein Data Lake ist ein zentraler Speicherort für verschiedene Arten von Daten, einschließlich Protokolldateien, und ermöglicht erweiterte Analysen und Anwendungen.
| Datenvolumen (TB) | Preis pro GB (USD) | Gesamtpreis (USD) |
| ----------------- | ------------------ | ----------------- |
| 0–5               | 2,50               | 2500 per TB       |
| 5–25              | 1,00               | 1000 per TB       |
| Über 25           | 0,50               | 500 per TB        |

| Analyse                       |
| ----------------------------- |
| 5 USD pro TB gescannter Daten |

### CloudTrail Trails
Mithilfe von CloudTrail-Trails können Änderungen an AWS-Ressourcen archiviert, analysiert und darauf reagiert werden.
CloudTrail-Verwaltungsereignisse, Datenereignisse und Insights-Ereignisse können dabei mit CloudTrail-Trails protokolliert werden.
| Funktion                                           | Preise                                                |
| -------------------------------------------------- | ----------------------------------------------------- |
| An Amazon S3 bereitgestellte Verwaltungsereignisse | 2,00 USD per 100.000 gelieferte Verwaltungsereignisse |
| An Amazon S3 bereitgestellte Datenereignisse       | 0,10 USD per 100.000 bereitgestellte Datenereignisse  |

### CloudTrail Insights
CloudTrail Insights bietet mithilfe von maschinellem Lernen und Analysetechniken Einblicke in ungewöhnliche Aktivitäten, Anomalien und Bedrohungen in den CloudTrail-Protokolldateien und unterstützt bei der Identifizierung und Reaktion auf potenzielle Bedrohungen.
| Funktion            | Preise                                                         |
| ------------------- | -------------------------------------------------------------- |
| CloudTrail Insights | 0,35 USD per 100.000 analysierten Ereignissen pro Einsichtstyp |